# Puchenstuben
Puchenstuben es una municipio situado en distrito de Scheibbs, en el estado de Baja Austria, Austria. Tiene una población estimada, a inicios del año 2023, de 277 habitantes.
Está ubicado al suroeste del estado, al sur del río Danubio, al suroeste de Viena y al norte de la frontera con el estado de Estiria.